# Markus Hausweiler
Markus Hausweiler (* 15. April 1976 in Neuss) ist ein ehemaliger deutscher Fußballspieler.

## Karriere
Hausweiler wechselte 1988 vom VfR Neuss zu Borussia Mönchengladbach und absolvierte in dieser Zeit 91 Bundesligaspiele für die Elf vom Niederrhein. In der Bundesliga erzielte er fünf Tore, das letzte am 2. Spieltag der Saison 2004/05 gegen Borussia Dortmund. Unrühmlich endete seine Zeit bei der Borussia, als er im Frühjahr 2005 vom damaligen Mönchengladbacher Trainer Dick Advocaat zusammen mit seinen Teamkollegen Marcelo Pletsch und Igor Demo vom Training der ersten Mannschaft ausgeschlossen wurde. Vorausgegangen war ein Fehlverhalten der Spieler. Über diese Entscheidung konnte sich Hausweiler zunächst nicht beruhigen und intensivierte seine Vorwürfe in Richtung seines Trainers, der ihn seiner Meinung nach ignoriert hatte.
Zum Juli 2005 schloss Hausweiler sich ablösefrei dem MSV Duisburg an. Dort hatte Hausweiler zwar einen bis 30. Juni 2008 laufenden Vertrag, sein letztes Spiel bestritt er jedoch am 28. August 2005, denn aufgrund eines bei ihm diagnostizierten Knorpelschadens gilt er als Sportinvalide.
Aktuell ist Hausweiler Koordinator für das Jugendscouting bei Borussia Mönchengladbach.